# Atrichopogon nanopalpis
Atrichopogon nanopalpis är en tvåvingeart som beskrevs av Art Borkent 1997. Atrichopogon nanopalpis ingår i släktet Atrichopogon och familjen svidknott. Inga underarter finns listade i Catalogue of Life.